# Synema interjectivum
Synema interjectivum es una especie de araña cangrejo del género Synema, familia Thomisidae, orden Araneae.

## Distribución
Esta especie se encuentra en Brasil.

## Taxonomía
Fue descrita por Mello-Leitão en 1947.
Tratamiento taxonómico
La especie aparece registrada y publicada en Aranhas de Carmo do Rio Claro (Minas Gerais) coligidas pelo naturalista José C. M. Carvalho. Boletim do Museu Nacional do Rio de Janeiro (N.S., Zool.) 80: 1–34.